# Feketefülű tündérkolibri
A feketefülű tündérkolibri (Heliothryx auritus) a madarak (Aves) osztályának a sarlósfecske-alakúak (Apodiformes) rendjébe, ezen belül a kolibrifélék (Trochilidae) családjába tartozó faj.

## Rendszerezése
A fajt Johann Friedrich Gmelin német természettudós írta le 1788-ban, a Trochilus nembe Trochilus auritus néven.

## Alfajai
- Heliothryx auritus auriculatus (Nordmann, 1835)
- Heliothryx auritus auritus (J. F. Gmelin, 1788)
- Heliothryx auritus phainolaemus Gould, 1855[2]

## Előfordulása
Bolívia, Brazília, Ecuador, Francia Guyana, Guyana, Kolumbia, Peru, Suriname és Venezuela területén honos. Természetes élőhelyei a szubtrópusi és trópusi síkvidéki esőerdők, valamint másodlagos erdők.

## Megjelenése
Testhossza 14 centiméter, testtömege 4-6 gramm. Fejének teteje és háti része zöld, míg torka és hasi része fehér. Szeme mögött vastag, fekete vagy sötétkék sáv húzódik; ugyanilyen színű szárnyainak az alsó fele is. Szeme és csőre is fekete.

## Természetvédelmi helyzete
Az elterjedési területe rendkívül nagy, egyedszáma ugyan csökken, de még nem éri el a kritikus szintet. A Természetvédelmi Világszövetség Vörös listáján nem fenyegetett fajként szerepel.